# باغ‌وحش جهانی
باغ‌وحش جهانی نام سومین آلبوم استودیویی گروه آلترنیتیو بلوز راک ایرانی کیوسک است که در سال ۲۰۰۸ منتشر شد.

## آهنگ‌ها
1. آی آی
2. سیرابی نفت
3. پراگماتیسم عشقی
4. آقا نگه دار
5. کفش
6. لیوان ها، بطری ها، گالن ها
7. گروگانگیری در باغ وحش
8. چرخش پوچ
9. یاروم بیا  (به همراه محسن نامجو)
10. آی آی (۲)